# Castell de Chillon
El Castell de Chillon es troba a la ribera del Llac Léman, a Veytaux, Suïssa. El castell mesura 110 metres de llarg per 50 metres d'ample. El campanar arriba als 25 metres. És una atracció turística important. Fou ocupat successivament per la Dinastia Savoia i després pels de Berna (1536-1798). Posteriorment formà part de l'estat de Vaud i actualment està classificat com Monument Històric.

## Història

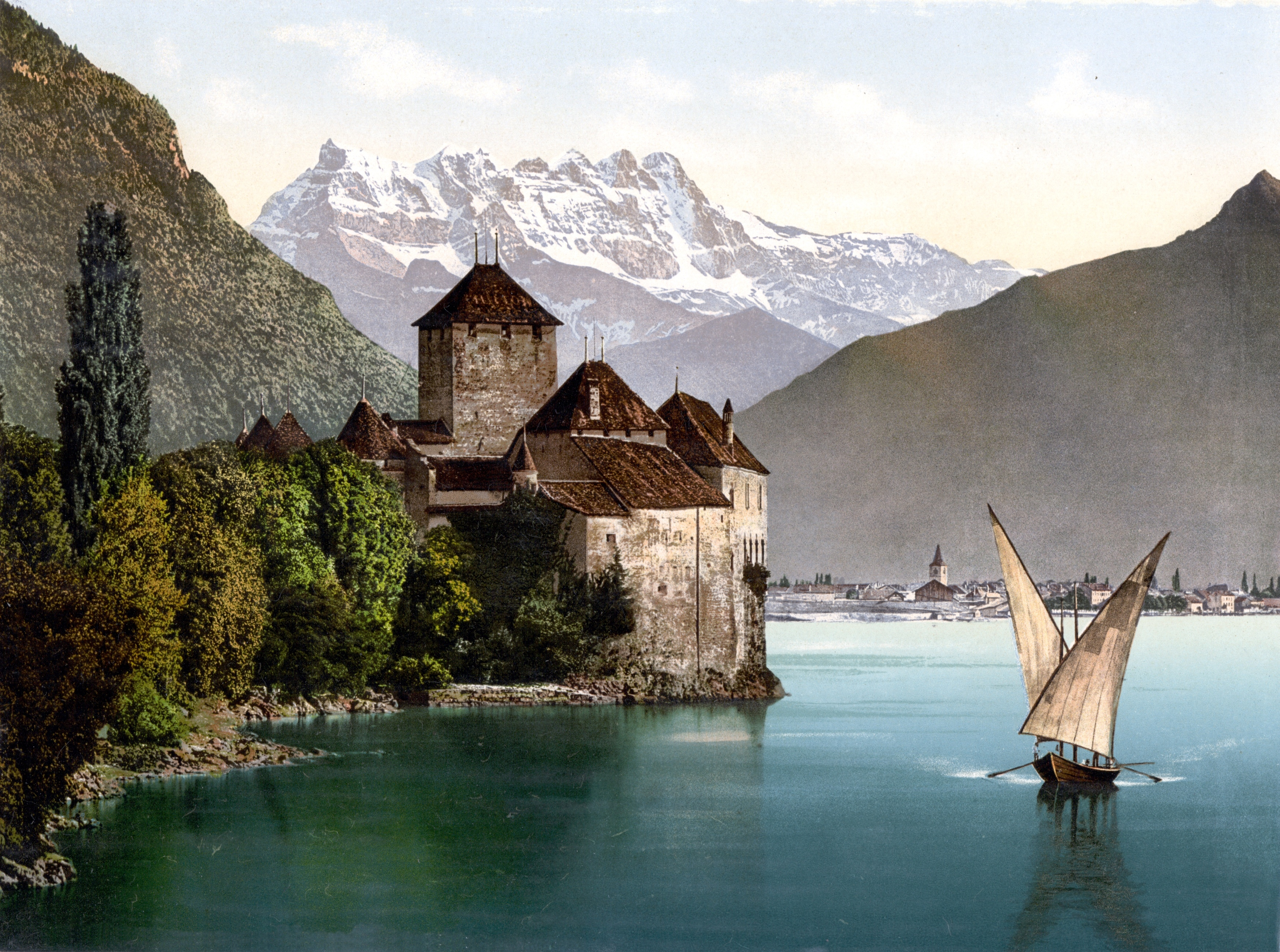
Litografia del castell vist des del nord, amb les Dents del Midi al fons

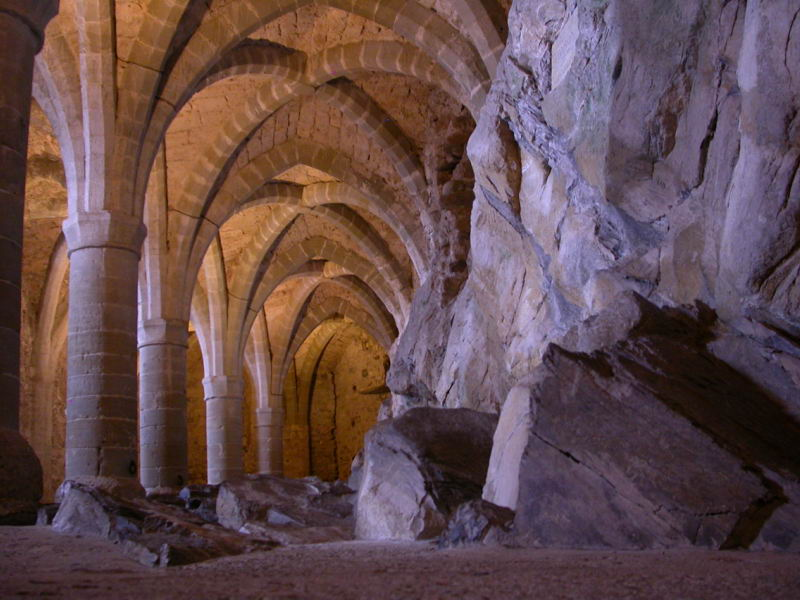
Subterranis del castell, en els quals és visible la roca i que foren utilitzats com a presó.

El castell de Chillon fou construït sobre una roca calcària oval dins llac Léman, entre Montreux i Villeneuve. Aquesta roca té un vessant escarpat i al costat del llac té un fons abrupte. Està en un indret estratègic: tanca el pas entre la ribera Vaudoise (accés cap a Alemanya i França, al nord) i la vall del Roine, que permet arribar ràpidament a Itàlia. A més a més, el lloc ofereix un punt de vista excel·lent de la costa savoienca. La guarnició, doncs, pot controlar militarment i comercialment la ruta vers Itàlia i aplicar una taxa de peatge.

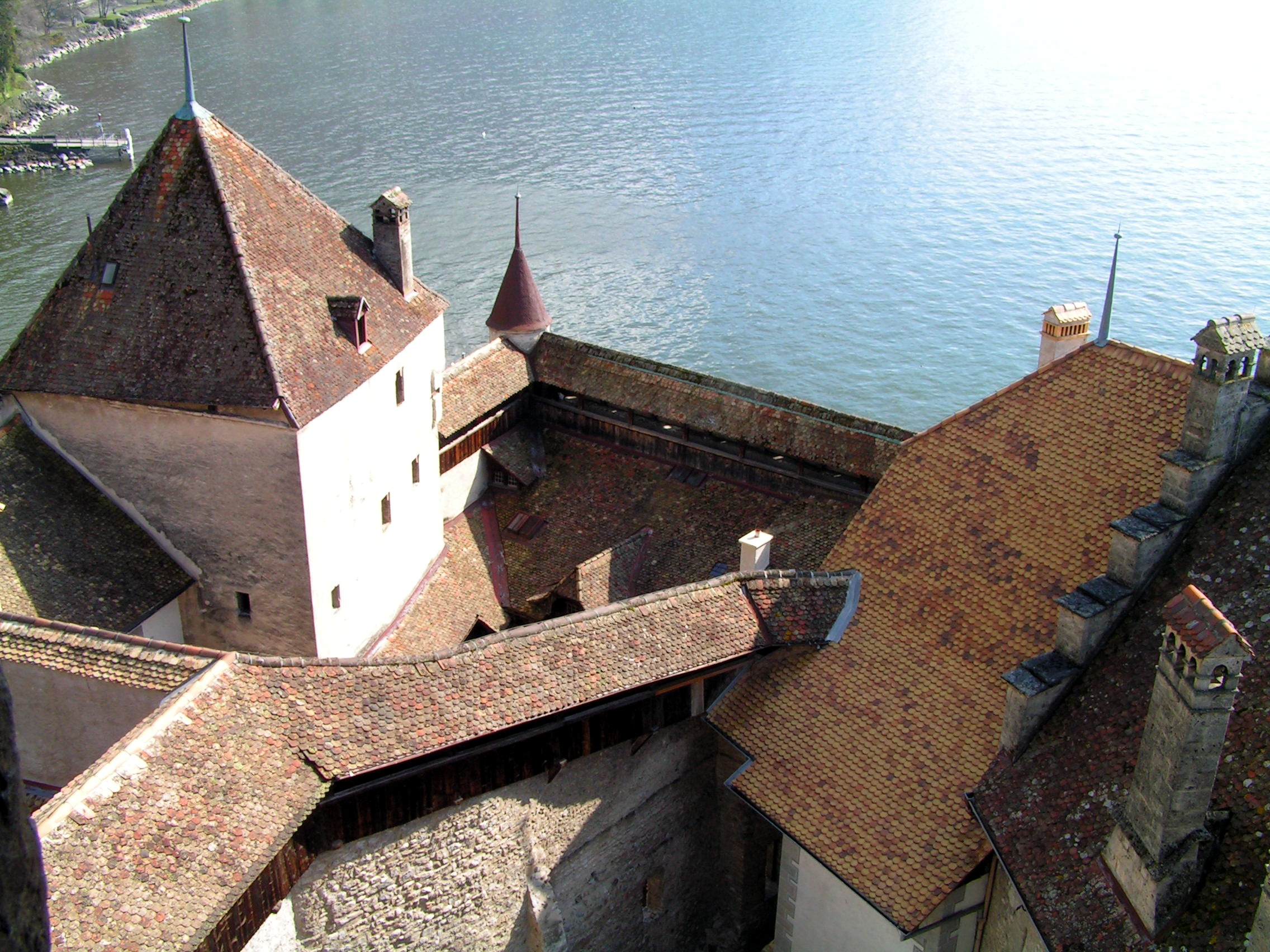
Vista.

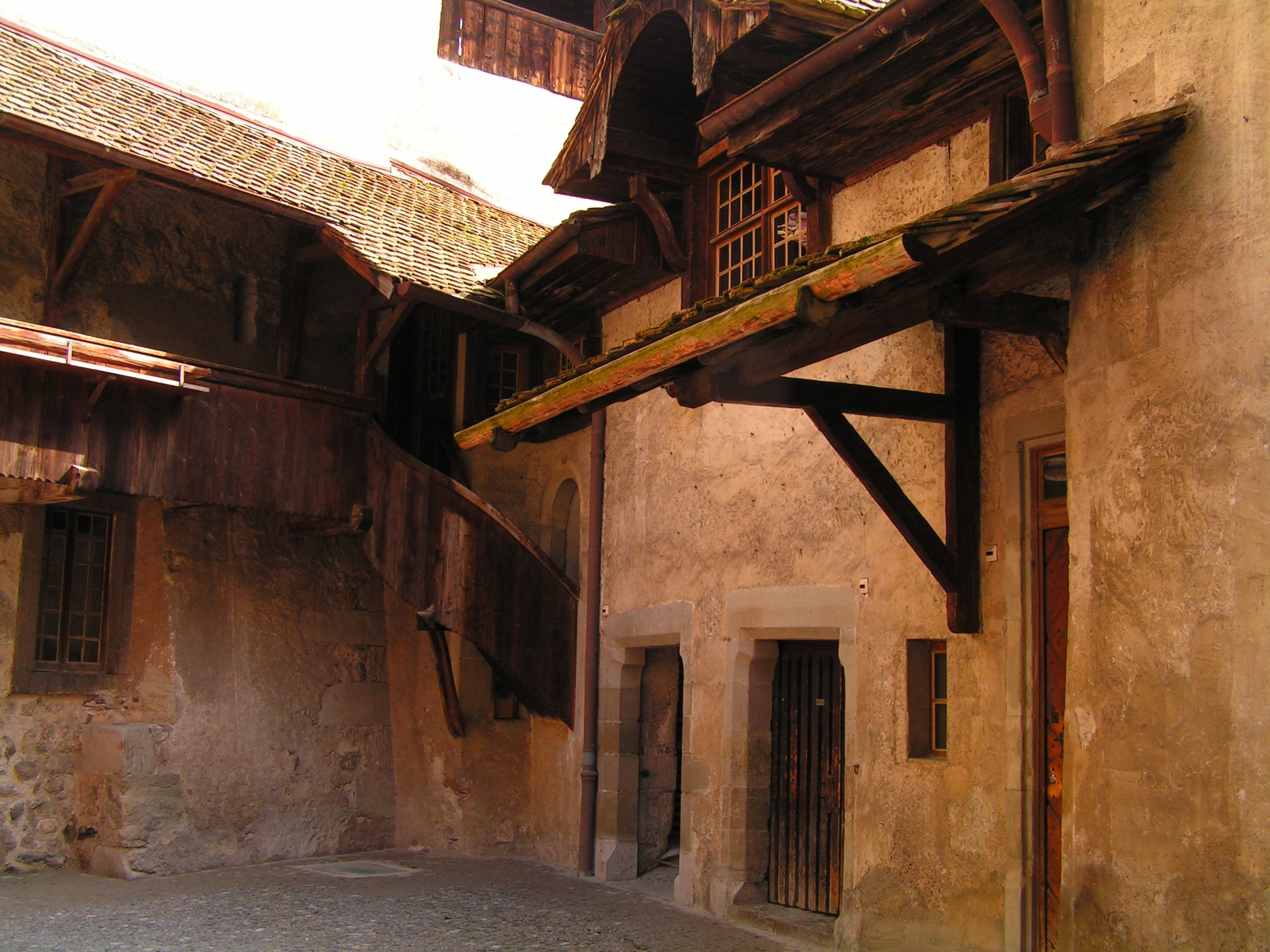
Cor interior.

Les primeres construccions es remunten al segle x, tot i que és possible que al lloc ja hi hagués un emplaçament militar anteriorment. S'han trobat objectes de l'època romana i vestigis de l'edat de Bronze. Fonts del segle xiii parlen de la possessió del lloc de Chillon, que era del bisbe de Sion. En una carta del 1150, el comte Humbert III acorda amb els cistercencs de Hautcrêt el lliure passatge per Chillon, confirmant la dominació de la Dinastia de Savoia sobre Chillon. El propietari del castell era Gaucher de Blonay, però aquest era un vassall del Comte. Es considera que Chillon era un domini senyorial del la casa de Savoia dins el quadre d'una societat feudal i no pas una dominació administrativa.

### Període dels comtes de Savoia
La dinastia de Savoia va transformar la fortalesa i la va engrandir al segle xiii. Es va abandonar l'antiga cripta del segle xi dedicada a Sant Triphon amb la construcció de la capella a la part superior del castell. Els savoiencs volien estendre la seva supremacia sobre Vaud i les seves zones limítrofes. El primer senyor del castell savoià de Chillon està documentat el 1198. El castell tenia ús militar i de residència dels comtes, que tenien una cort itinerant. Durant l'absència del comte, la part nord-oest del castell, zona de la seva residència, es tancava. Tomàs I de Savoia hi va viure el 1230. Ell i el seu fill, Pere II de Savoia ("el petit Carlemany") van reorganitzar la regió propera del castell construint burgs i van crear un peatge a "Villeneuve de Chillon", actual ciutat de Villeneuve.
Pere II va transformar la zona i va crear-hi la batllia de Chablès, de la qual Chillon n'era la capital. El castell fou reforçat al segle xiii i s'hi van afegir noves torres.
El castell té 25 edificis des de mitjan segle xiv; els seus subterranis permetien guardar-hi vi i altres materials. Aimone de Savoia ("el pacífic") va embellir el castell i hi feu pintar frescos.
L'any 1348 va veure una de les pàgines més desgraciades de la història de Chillon, amb les conseqüències de la pesta negra. Es van arrestar i torturar els jueus acusant-los que havien enverinat els pous d'aigua. Les confessions d'aquests van provocar el furor de la gent que van provocar massacres i l'expulsió dels jueus.
Amadeu VI de Savoia, "el Comte Verd", va fer una expedició a Vaud el 1359 i passà una etapa a Chillon. Però els comtes següents no van mostrar interès en la regió, que van cedir al batlle de Chillon. El castell humit i fred va deixar de ser confortable. Tot i això, l'antipapa Fèlix V hi va residir el 1442.
Les presons subterrànies van servir per a tancar-hi bandits i herètics de la regió. Chillon fou lloc de detenció entre el 1530 i el 1536 de François Bonivard, subjecte d'un poema de Lord Byron el 1816 (el Presoner de Chillon).

### Període sota el domini de Berna

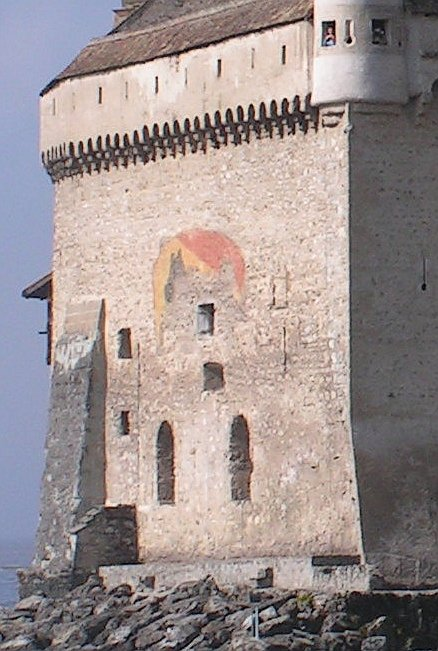
Fresc en colors de Berna, encara visible.

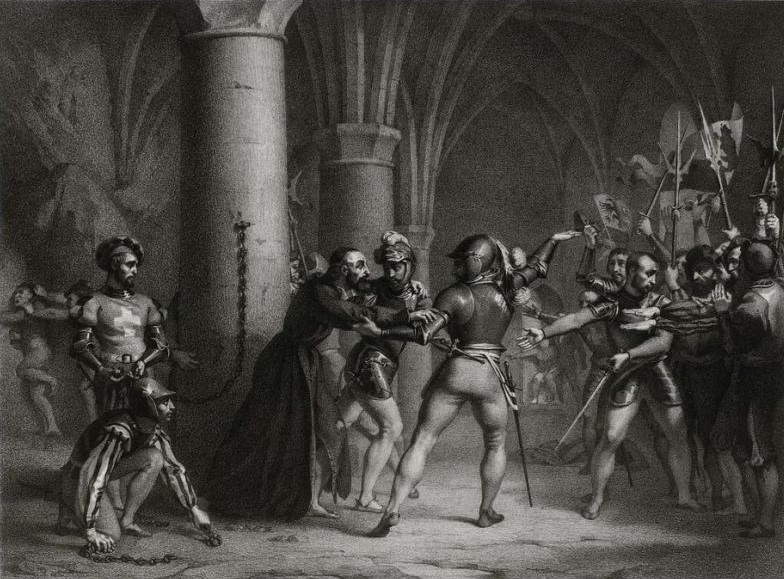
La délivrance de Bonivard (1898), pintura de Franck-Edouard Lossier.

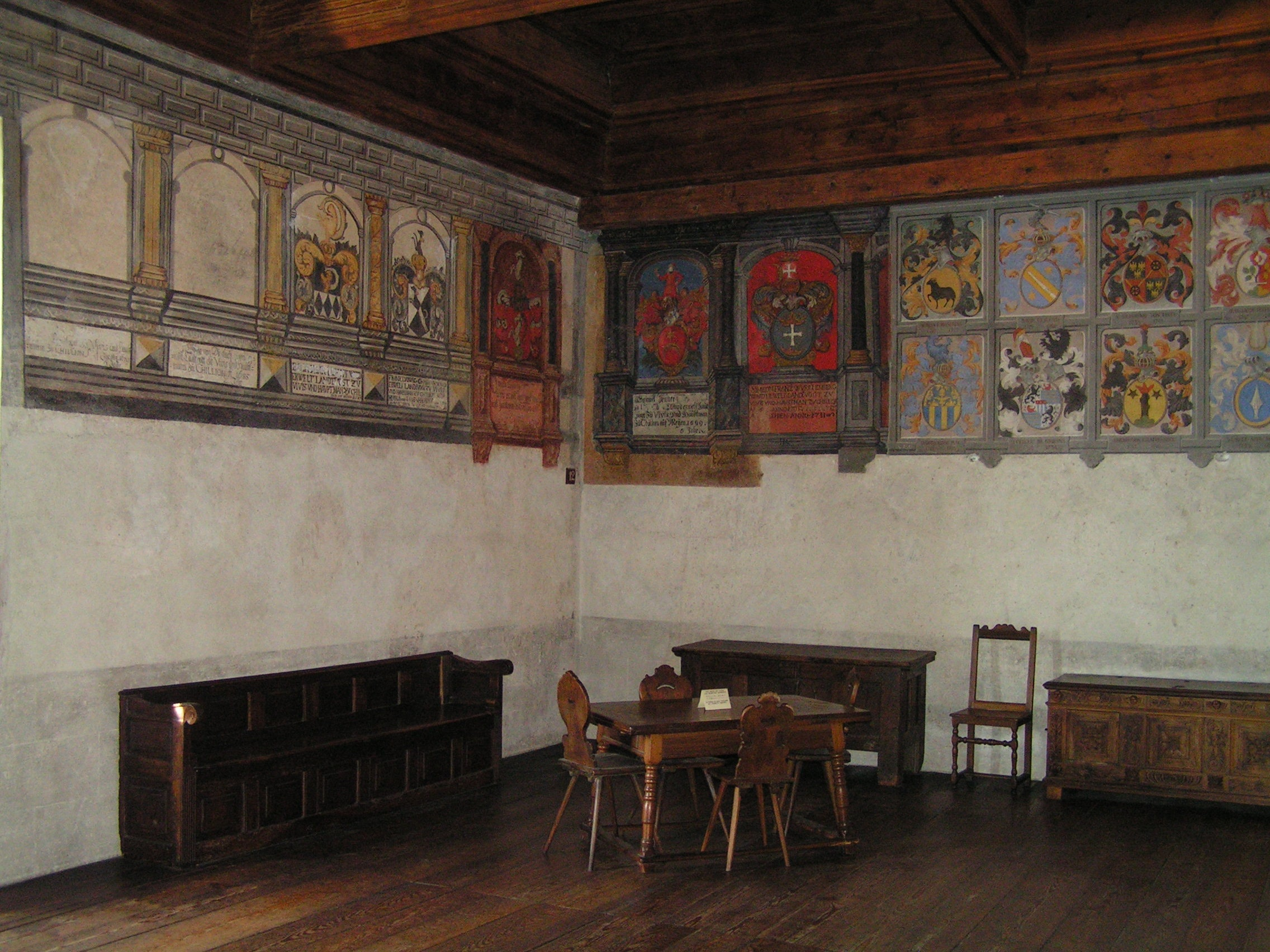
Sala decorada durant l'ocupació de Berna: escuts dels batlles de Berna, presents a Chillon entre 1536 i 1797

El 1416 el comtat de Savoia va esdevenir Ducat de Savoia. El castell va constituir un enclavament dins el territori de Berna. Al sud, Chablès i el Castell d'Aigle foren ocupades per Berna el 1475. Aquest any, les propietats de Savoia al nord de Vaud (Grandson, Orbe (Vaud), Echallens) van cedir sota l'avenç dels Confederats. Durant moltes desenes d'anys, els de Berna van afeblir un ducat trontollant i minat pels conflictes amb el ducat de Borgonya i el rei Lluís XI de França, acompanyat per l'ascens del protestantisme. Els de Berna es van impacientar i van decidir acabar amb aquest ducat que havia esdevingut massa important. El 1536, ajudats pels genovesos, que volien alliberar els seus presoners de Chillon, van preparar el setge del castell.
El 20 de març del 1536 un centenar de soldats genovesos van embarcar en quatre naus de guerra i altres vaixells. Els de Berna, per la seva banda, van arribar el 26 de març al voltant de Lutry, a uns 20 km de Chillon. El duc de Savoia havia ordenat d'executar els presoners genovesos en cas que apareguessin les tropes de Berna. Els bernesos van arribar aviat a Veytaux i els valaisencs van atacar pel sud els savoiencs. Al mateix temps, les naus genoveses van encerclar el castell. Així, els savoiencs van haver d'escapar-se de nit.
El castell, parcialment destruït per l'atac, fou renovat. Els de Berna no van canviar del tot l'arquitectura, però van canviar la funcionalitat de molts edificis. Es va canviar l'estructura administrativa i Chillon fou el principal port del sud de Léman de la flota de guerra de Berna.
L'ocupació de Berna va durar fins al 1733. El 1793, el castell va esdevenir un hospital dels ferits de guerra, però la presència de bernesos es va afeblir progressivament i Vaud va poder obtenir la independència.

### El període de Vaud
L'11 de gener de 1798, un brup de veveysans van alliberar el castell de Chillon. Tot i això, els signes de l'ocupació bernesa encara són visibles al flanc sud del castell per uns frescos amb els colors de Berna. La independència del país de Vaud i la creació de la "República de Léman" fou declarada oficialment el 24 de gener del 1798. Després d'un període de problemes per la presència de les tropes franceses fins al 1802, el castell va perdre definitivament la seva utilitat com a fortalesa.
Durant el segle xviii i el segle xix es van fer diverses restauracions. El 1866, el campanar va passar a acollir els arxius del castell de Chillon. El 1887 es fundà una associació que volia restaurar el castell i el 1891 va assolir el rang de Monument Històric.

## Turisme

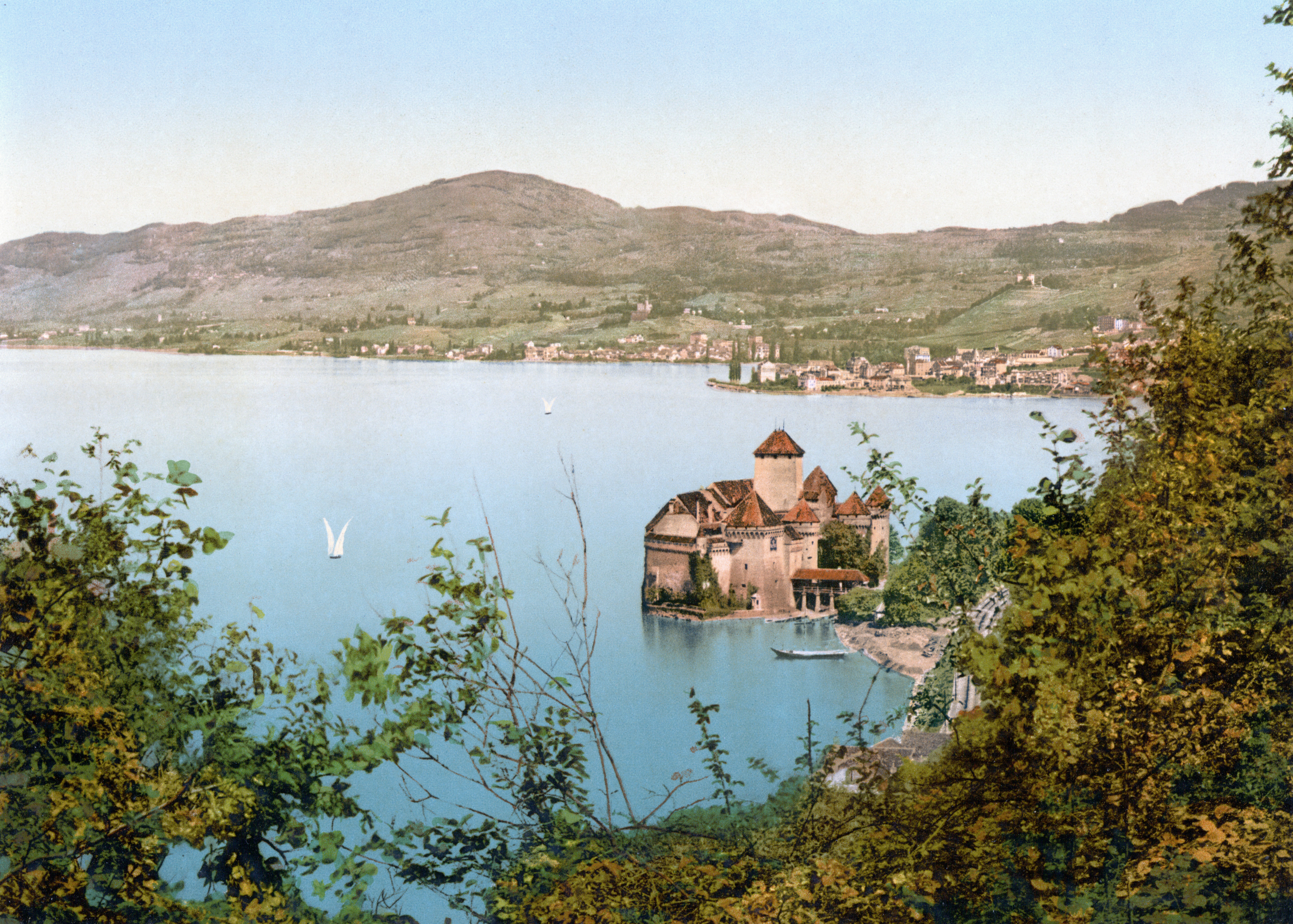
Vista del castell, de finals del.

Des de finals del segle xviii, el castell va atraure novel·listes romànics: Jean-Jacques Rousseau, Victor Hugo, Alexandre Dumas, Gustave Flaubert i Lord Byron. El castell va inspirar poetes de tot el món. Així, la seva restauració es va inspirar més per una visió estètica romàntica que no pas per la veracitat històrica. El 1900, l'arquitecte Albert Naef va continuar amb els treballs de restauració fins a assolir l'estat actual de l'edifici. Va refer l'interior i les tapisseries.
El 1939 el castell ja era visitat per més de 100.000 persones, gràcies a la seva proximitat de la ciutat de Montreux (Suïssa). Actualment, el castell registra més de 300.000 visites anuals. Gràcies a les restauracions, el castell està en excel·lent estat i dona una bona visió de l'arquitectura feudal.

## Art
- Lord Byron n'escriví el poema "El presoner de Chillon".
- Gustave Courbet feu moltes pintures sobre el castell de Chillon. L'obra més coneguda és el Château de Chillon, pintura a l'oli del 1874 que es pot veure al Museu Courbet a Ornans.[1]

## Galeria d'imatges

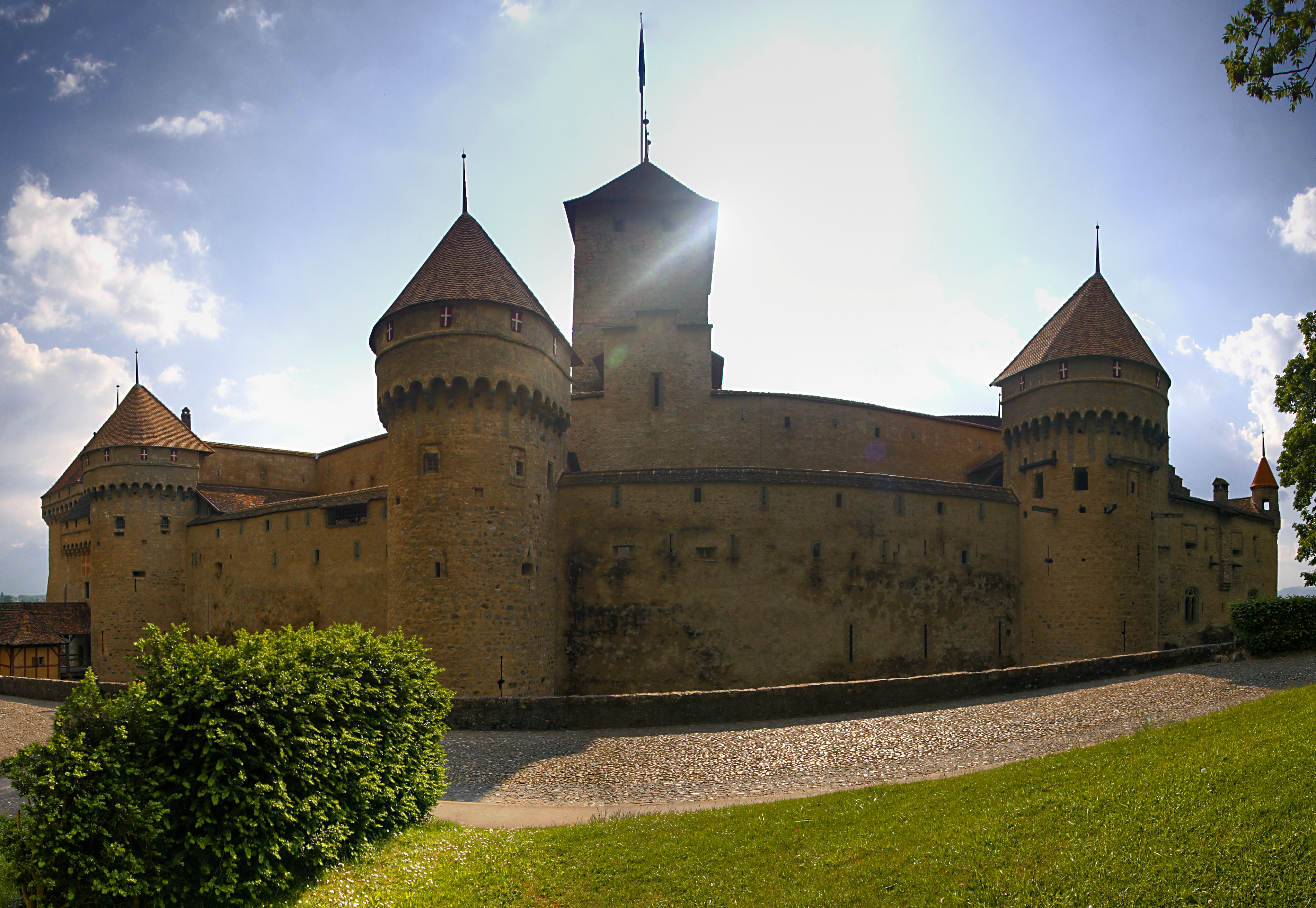
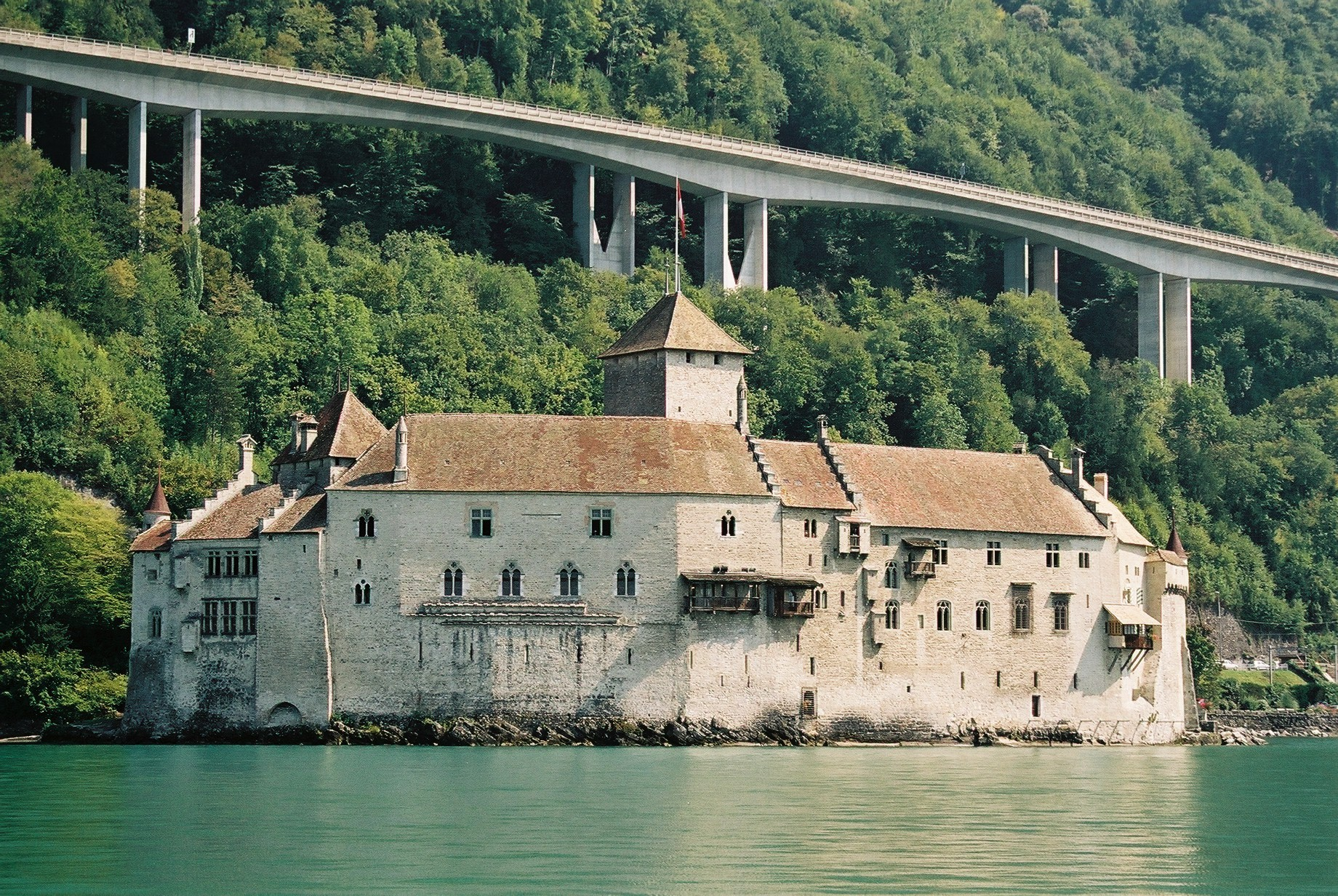
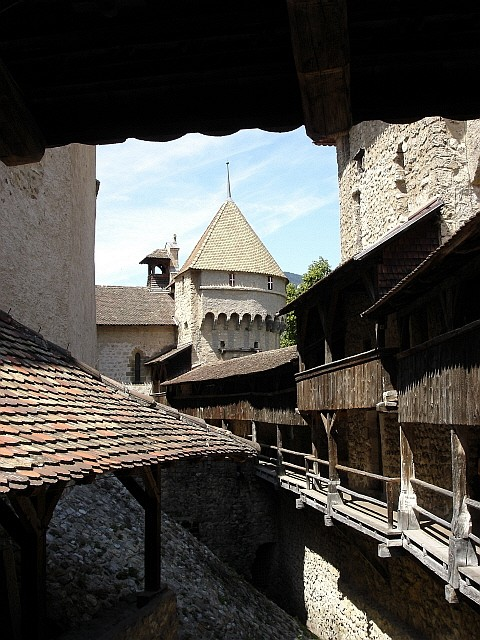
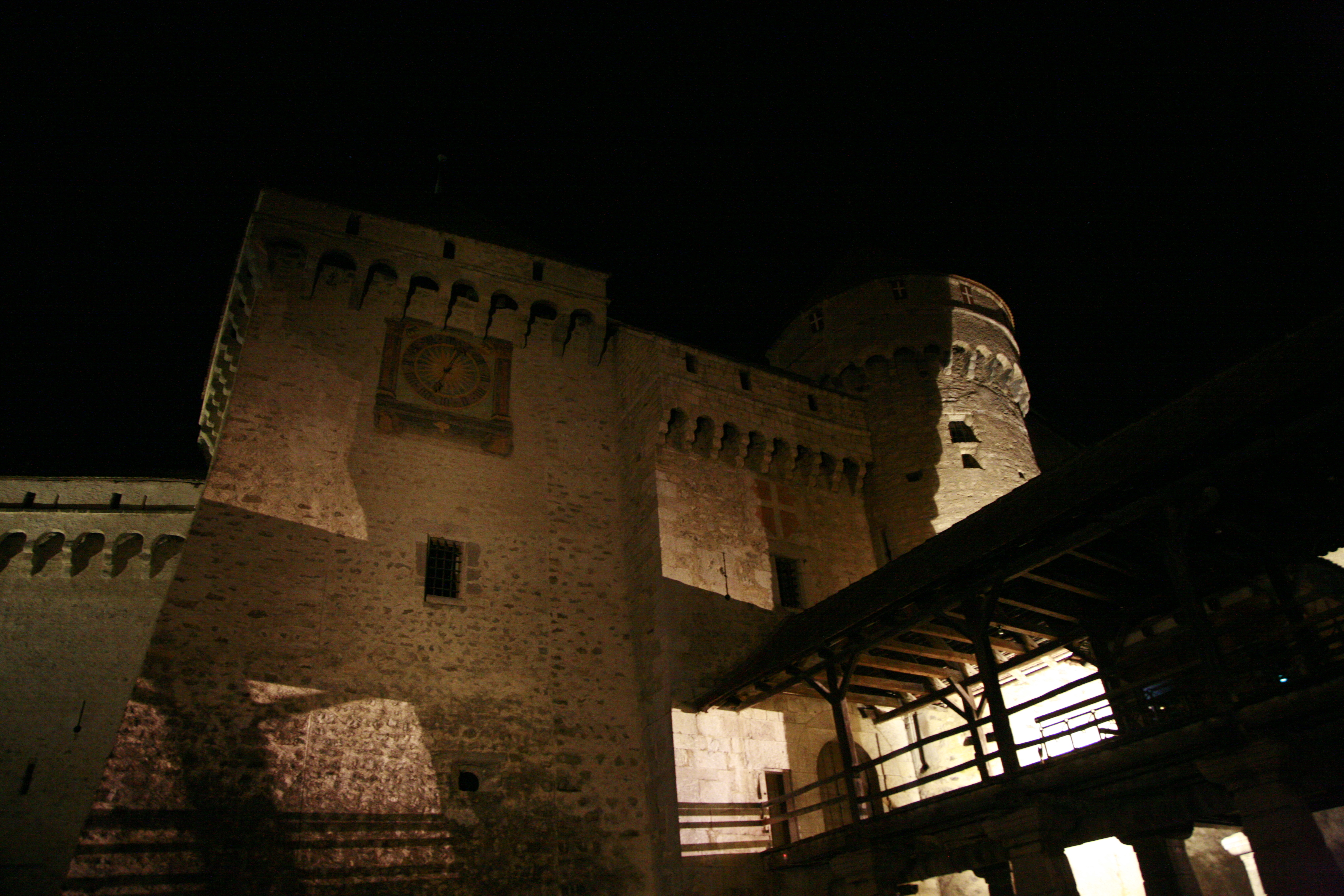
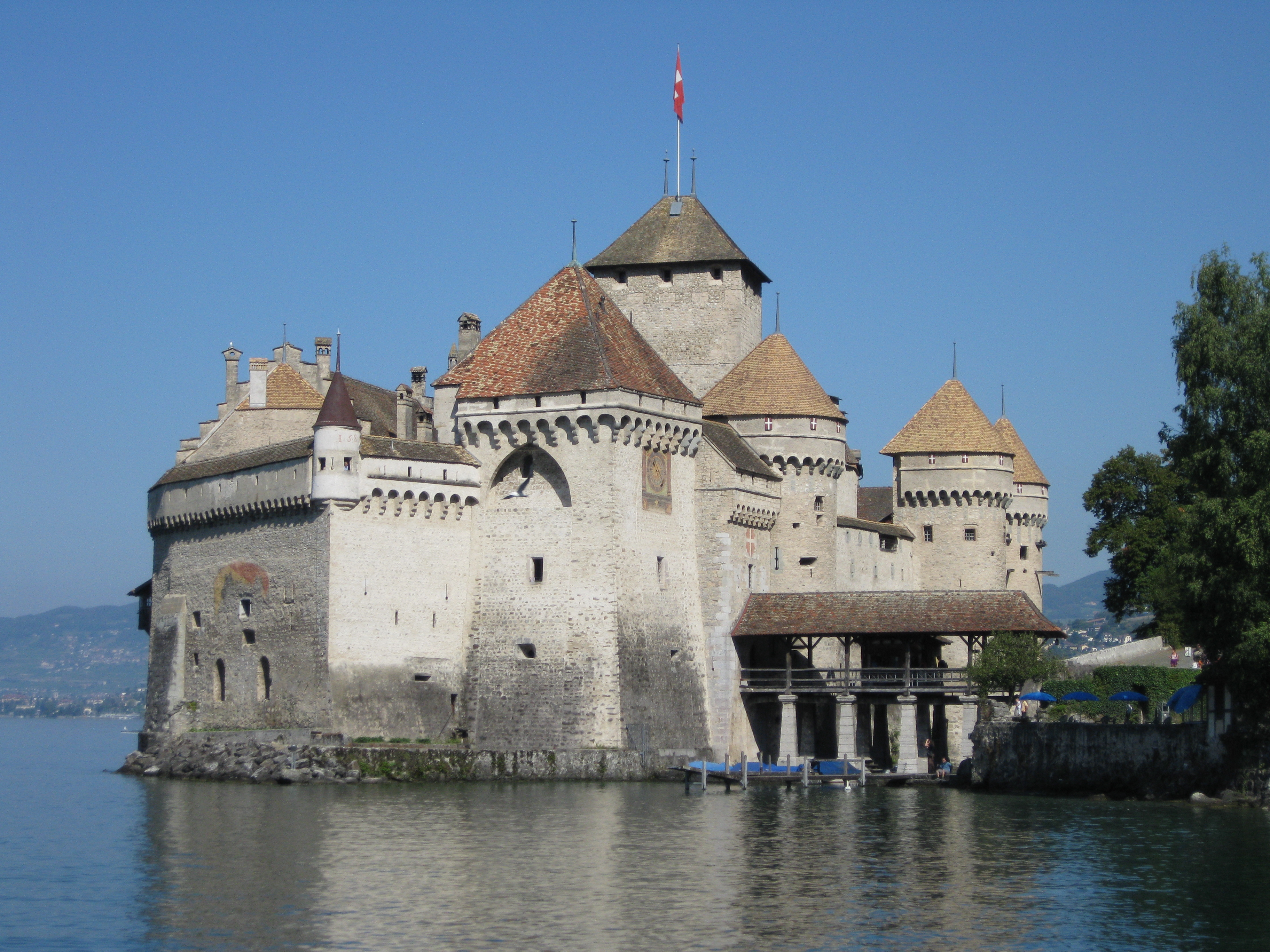
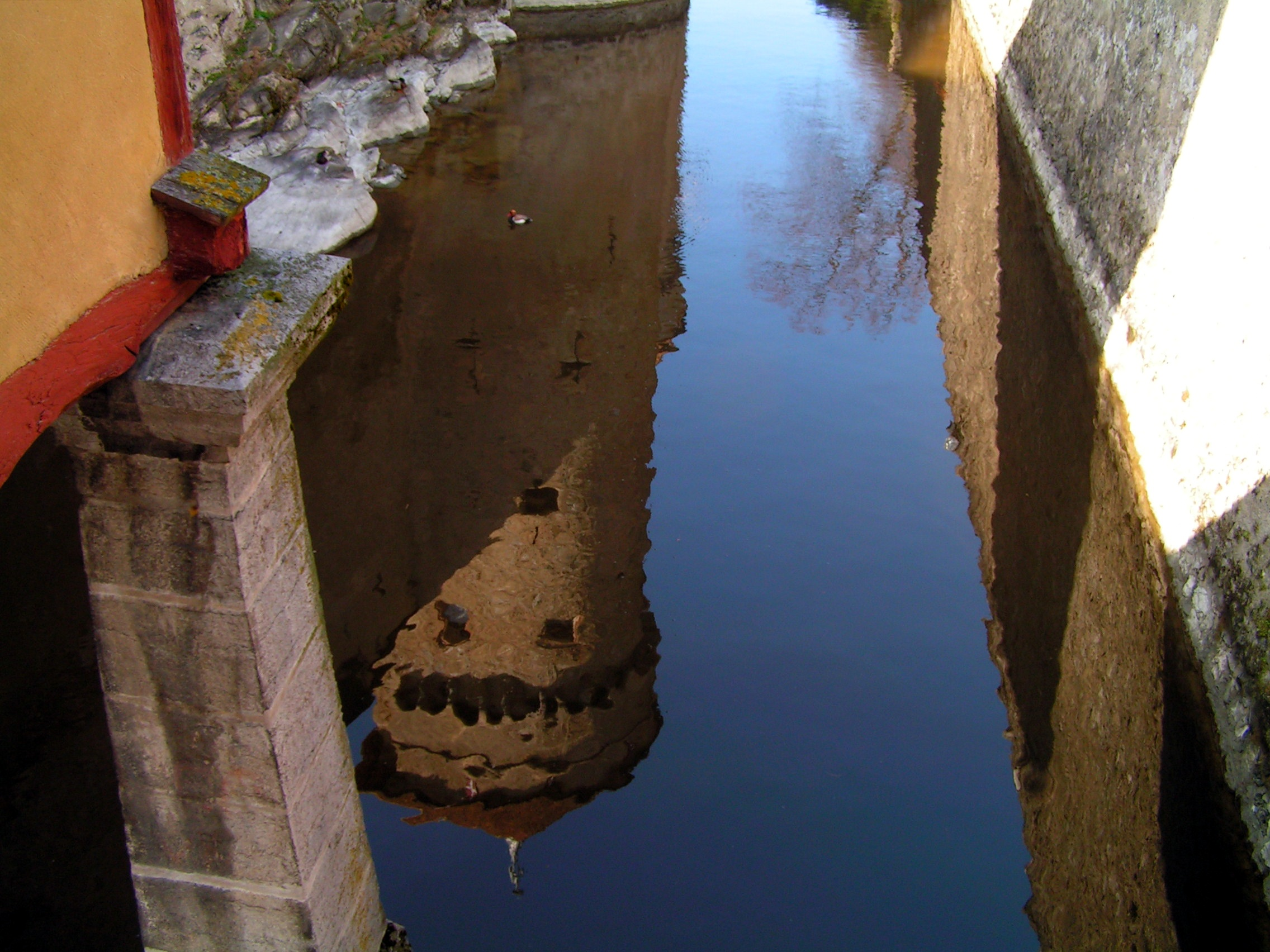
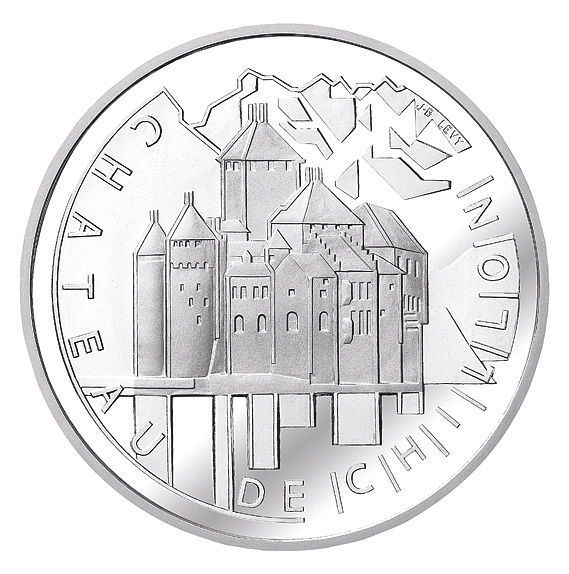
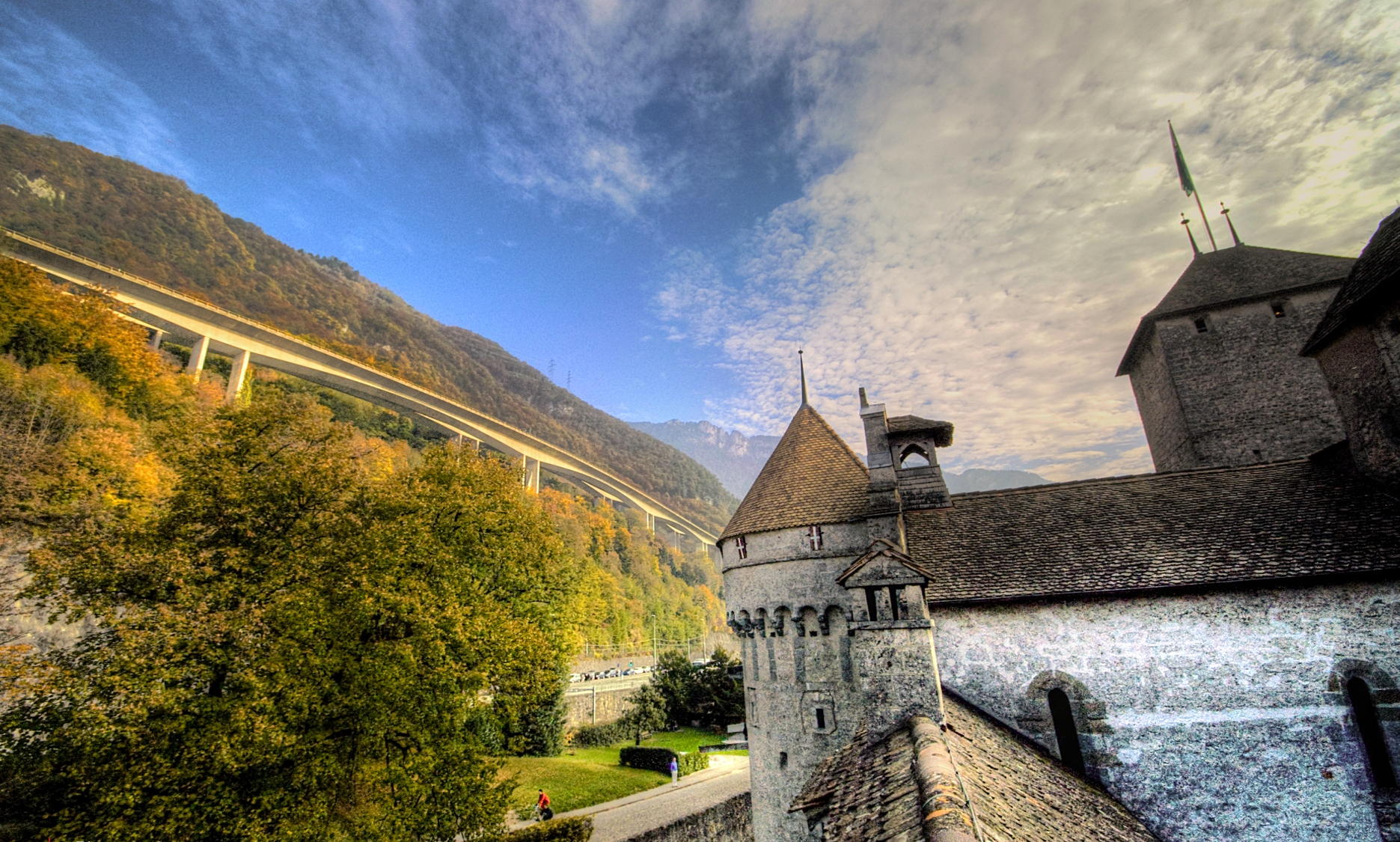
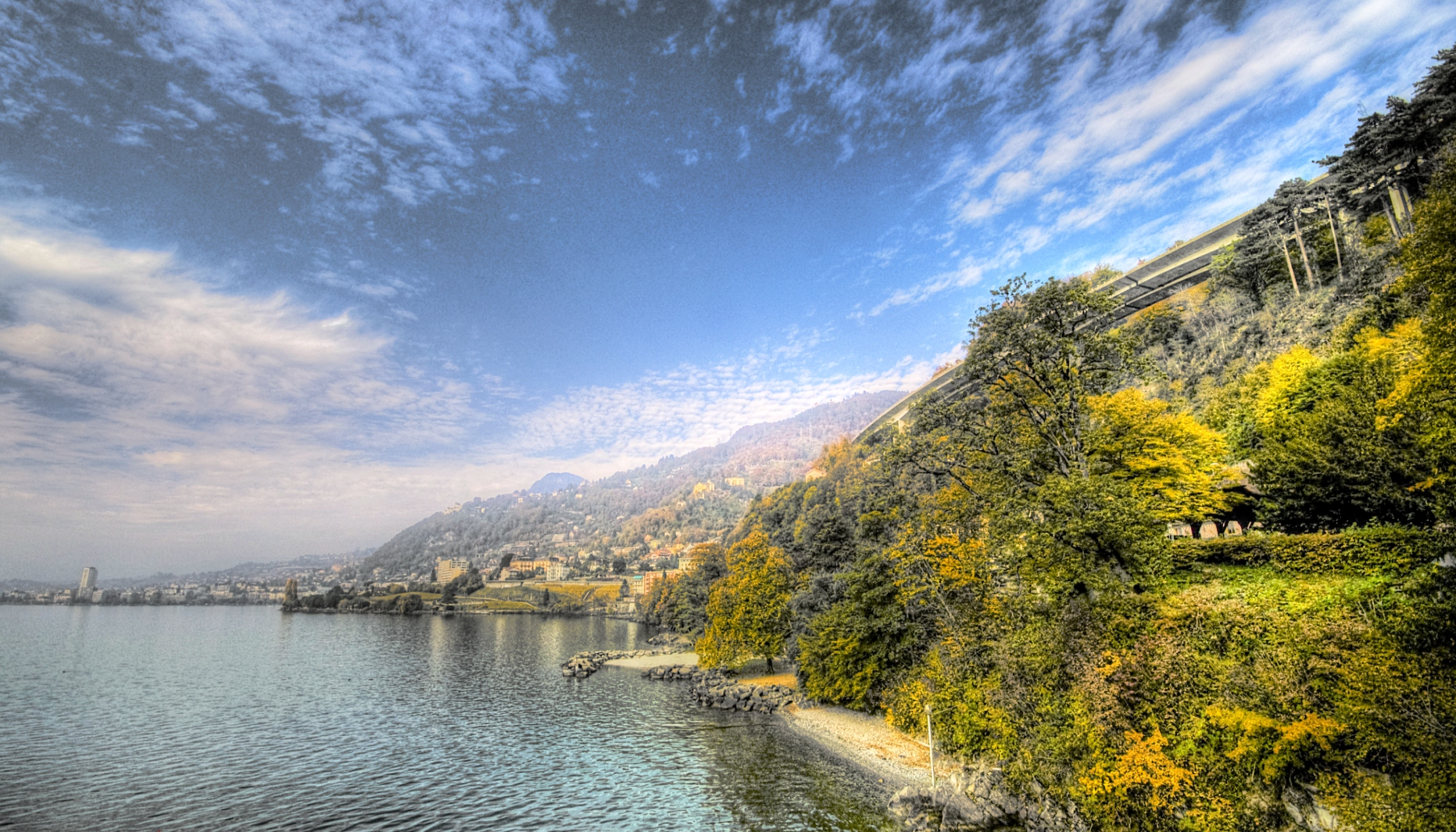
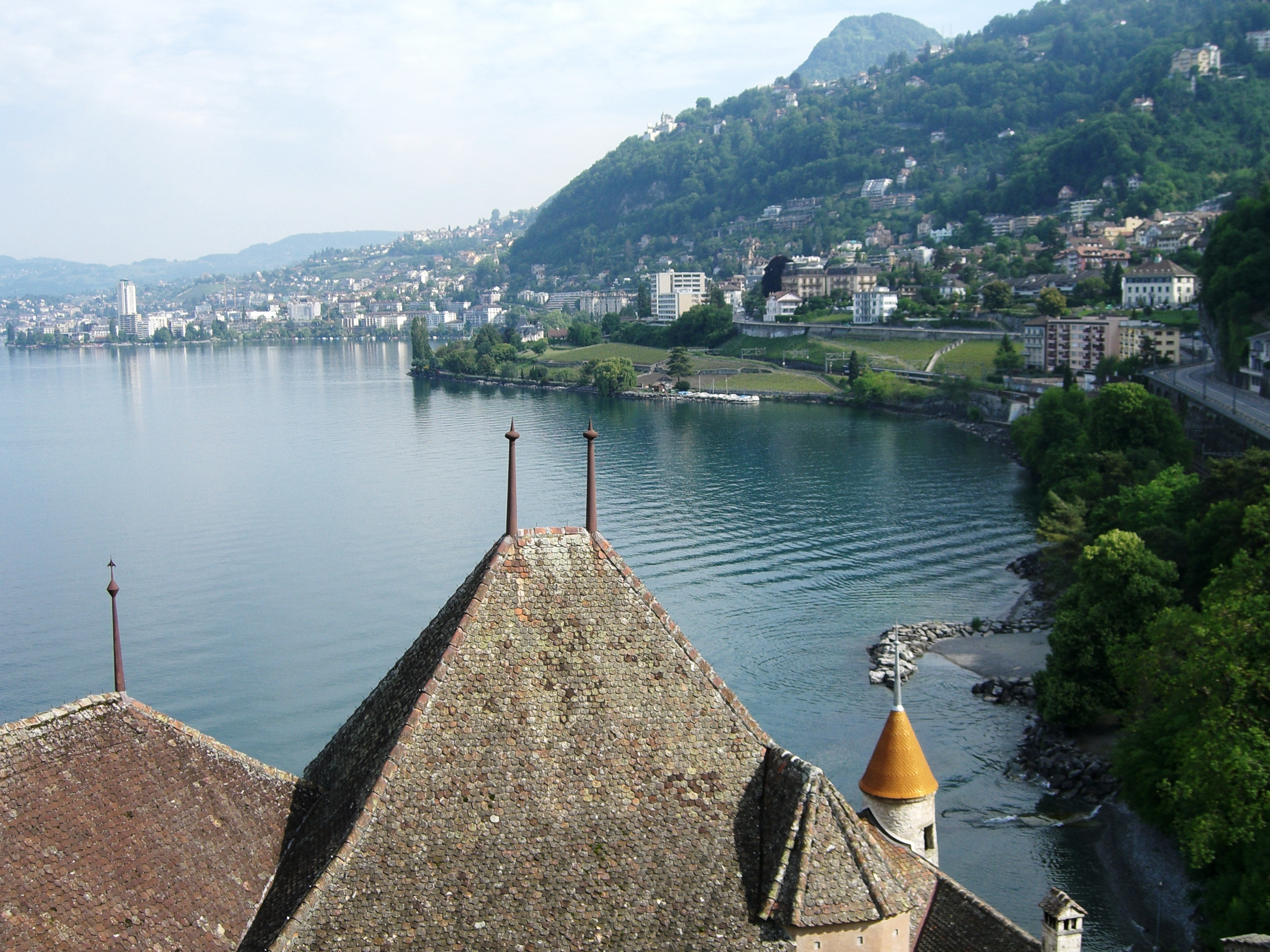
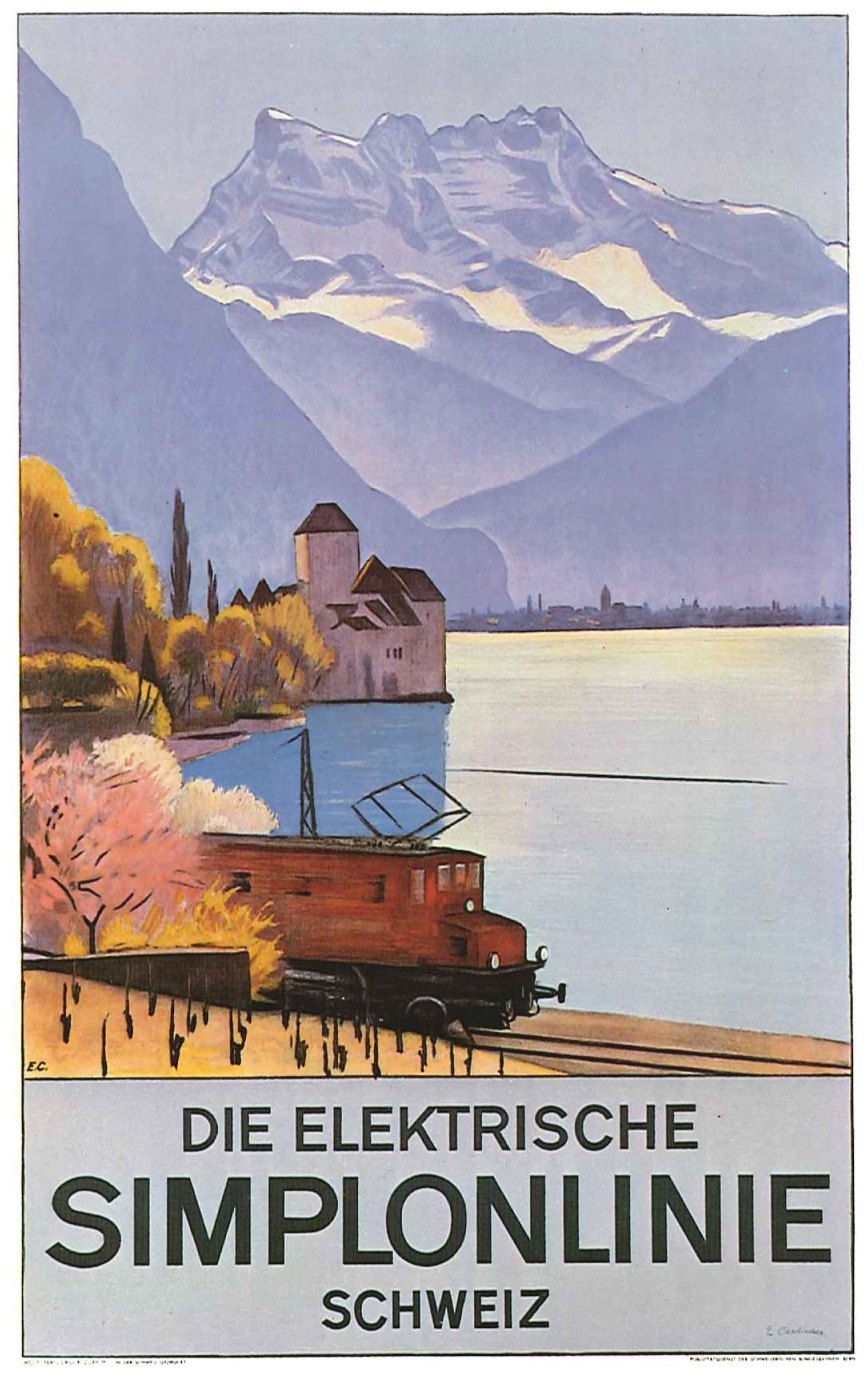
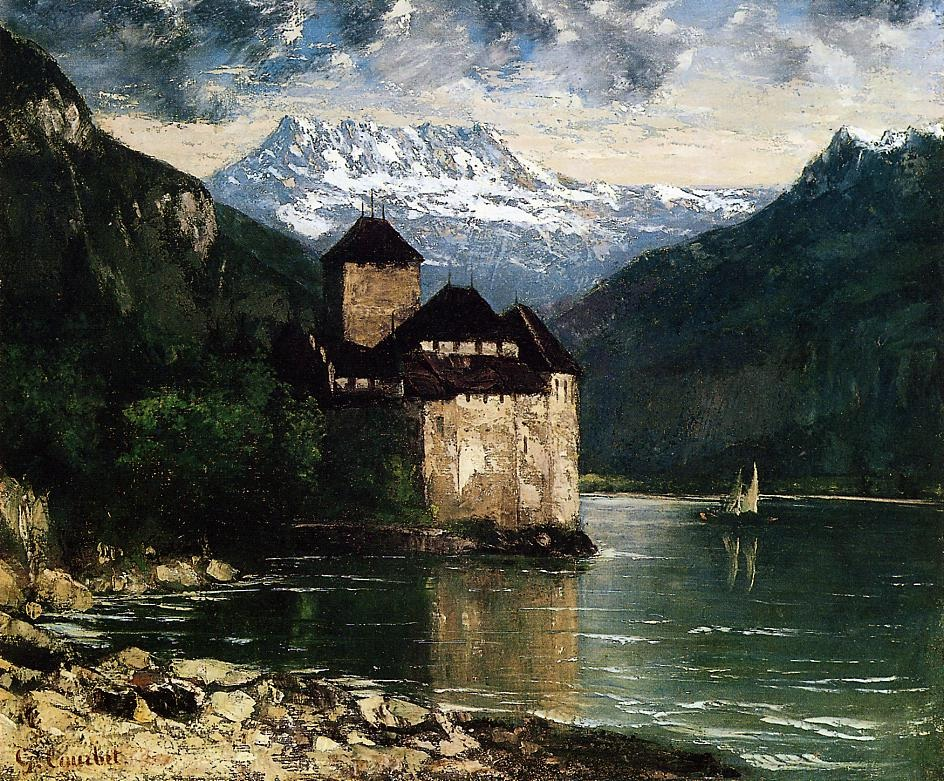